# ГШ-23
ГШ-23 (ТКБ-613) (Индекс УВ ВВС — 9-А-472, ГШ-23Л — 9-А-472-01, −02, −03 в зависимости от варианта установки локализаторов) — советская и российская двуствольная автоматическая авиационная пушка, предназначенная для оснащения подвижных и неподвижных пушечных установок самолётов МиГ-21, МиГ-23, Як-28, Як-38, Як-130, Су-7Б, Су-15, Су-17, Су-25, Ил-76М, Ту-22М, Ту-95МС, Ту-142МЗ/МР, Ан-72П, Tejas, L-39ZА и вертолётов Ка-25Ф, Ка-29, Ми-8МТВ, Ми-24ВМ, Ми-35М.
Разработка орудия начата в первой половине 1950-х гг. в подольском НИИ-61 (с 1966 г. — «Конструкторское бюро приборостроения», КБП, г. Тула) под руководством Василия Петровича Грязева и А. Г. Шипунова специально для вооружения реактивных истребителей по опыту войны в Корее. Пушка проектировалась под серийный патрон АМ-23 (23 х 115 мм).
Первый макетный образец пушки был собран и поставлен на стендовые испытания в конце 1954 г.
Огневые испытания пушки завершились в 1959 г. была запущена в опытное производство для проведения серийных испытаний, которые показали, что не все КПН устранены и назначенная живучесть не достигнута.
Доводка пушки возобновилась в 1964 г. а в 1965 году была принята на вооружение. Производство пушки ГШ-23 осуществляет ОАО «Завод имени В. А. Дегтярёва» г. Ковров.
В ходе серийного выпуска, в базовую конструкцию всех серийных модификаций пушки продолжали вноситься дальнейшие изменения, в частности менялась конструкция ствола, вводились ребра его охлаждения, что позволило поднять живучесть орудия.

## История создания

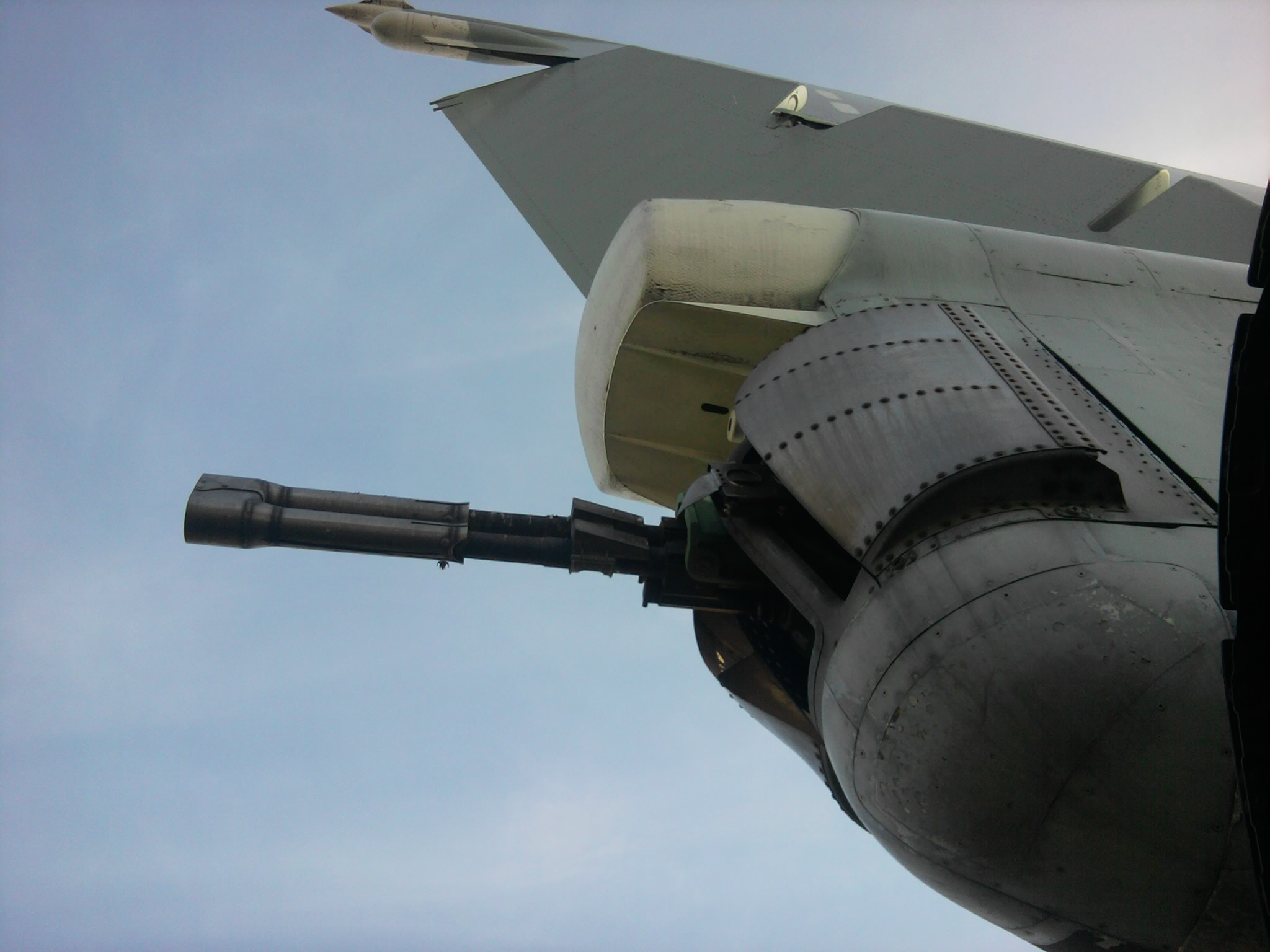
ГШ-23 в кормовой огневой установке Ту-22М. На стволы пушки надет теплоизоляционный кожух.

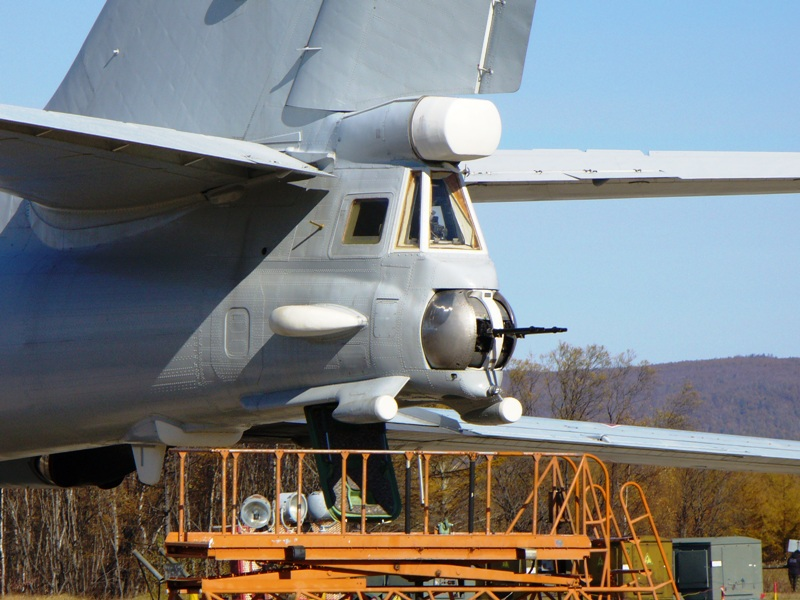
Корма Ту-142МЗ, кабина КОУ и унифицированная кормовая установка с парой ГШ-23

Изначально проект новой короткой автоматической авиационной пушки был предложен главным конструктором подольского НИИ-61 В. П. Грязевым и начальником отдела А. Г. Шипуновым в 1955 году под обозначением АО-9. Их разработка задумывалась под советский пушечный боеприпас АМ-23.
Первый экспериментальный прототип оружия был оснащён движковой схемой подачи снарядной ленты, которая в процессе испытаний показала себя не с лучшей стороны. В результате, второй образец был оснащён звёздчатым приводом.
В 1957 году к работам по усовершенствованию опытного образца АО-9 подключилось ковровское ОКБ-575, однако комплекс заводских испытаний был проведён на площадях НИИ-61.
В конце 1958 года созданная конструкция под названием АО-9 выдержала наземный комплекс государственных испытаний. К июню 1959 года серия из четырёх авиапушек АО-9 поступила на лётные испытания. После их успешного завершения было принято решение о начале промышленного производства новой авиационной пушки под обозначением ГШ-23. Серийный выпуск этого оружия был налажен на заводе имени Дегтярёва в 1959 году. Из-за ряда обнаруженных недостатков системы официальное принятие на вооружение состоялось в 1965 году.

## Конструкция
В автоматической пушке ГШ-23 под одним кожухом размещены оба ствола и все механизмы, которые обеспечивают их поочерёдное заряжание. Работа автоматики основана на газоотводном двигателе, в котором подача ленты осуществляется общим механизмом, а при ведении огня пороховые газы подаются поочерёдно из обоих стволов. Внедрение шестерёнчатого привода вместо реечных систем подачи боеприпасов позволило практически исключить отказы авиапушки из-за переклинивания ленты или её разрывов.
Двухствольная схема в комбинации с безударным досылающим механизмом ускорительного типа значительно улучшили технические характеристики созданной авиапушки. Совмещение в одном блоке разных групп деталей для обоих стволов позволило уместить двуствольную автоматическую систему в массоразмерные ограничения традиционных одноствольных конструкций. Это касалось ударного механизма, узлов подачи ленты, отражения стреляных гильз, электроспуска, устройства пироперезарядки и амортизатора.
Кроме этого конструкторы увеличили скорость автоматического пушечного огня благодаря повышению средней скорости досылания боеприпаса и извлечения стреляной гильзы, а также — за счёт совмещения разных операций.

## Эксплуатанты
Помимо Российской Федерации и стран постсоветского пространства, авиапушка ГШ-23 эксплуатируется в Алжире, Бангладеш, Кубе, Чехии, Эфиопии, Гане, Венгрии, Афганистане, Нигерии, Польше, Румынии, Сирии, Таиланде, Вьетнаме, Сербии, Черногории, Бразилии, Болгарии.

| - СССР - Россия - СНГ - Китай - Индия - Сербия - Ирак | - Вьетнам - Пакистан - Афганистан - Алжир - Бангладеш - Болгария - Куба | - Чехия - Эфиопия - Гана - Венгрия - Нигерия - Польша - Румыния | - Сирия - Таиланд - Вьетнам - Сербия - Черногория - Бразилия |

## Модификации
- ГШ-23 (9-А-472) — базовое изделие
- ГШ-23Б — с жидкостным охлаждением
- ГШ-23В — с жидкостным охлаждением вертолётная
- ГШ-23Л1 (9-А-472-02) — с локализаторами для отвода пороховых газов и уменьшения отдачи, длина блока стволов увеличена до 1537 мм
- ГШ-23Л2 (9-А-472-02)
- ГШ-23Л3 (9-А-472-03)
- ГШ-23Я — модификация для Як-28
- ГШ-23М — с укороченным блоком стволов и повышенным до 4000 выстр/мин темпом стрельбы
- ГШ-23Л-Ю серийная производства Югославии. Производилась по приобретенной в СССР лицензии для собственных нужд и на экспорт.

## Тактико-технические характеристики
Длина — 1387 (1537 для ГШ-23Л) мм
Ширина — 165 мм
Высота — 168 мм
Вес — 50,5 (51) кг
Вес снаряда — 173 г